# O'Neill (marque)
Pour les articles homonymes, voir O'Neill.
O'Neill est une marque de surfwear créée à Santa Cruz, Californie à la fin des années 1950, qui se développa pour répondre à la demande d'un large panel de sportifs (surf, snowboard, wakeboard, kitesurf, ski nautique, plongée, ski). Elle compte également une gamme de vêtements sportswear destinée à un plus large public tout en restant dans l'esprit glisse.

## Historique

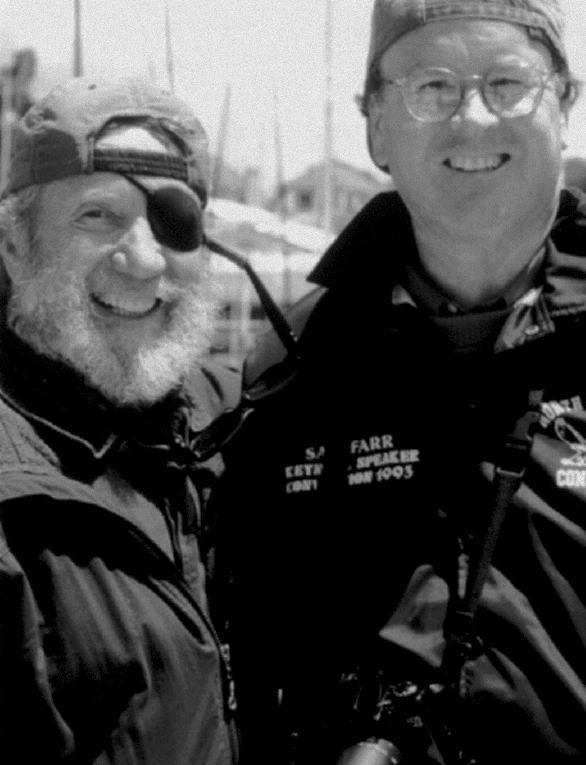
Jack O'Neill et son représentant Sam Farr en 2010.

En 1952, Jack O'Neill ouvre un magasin de surf dans un garage à San Francisco, à deux pas de la plage favorite des surfers de la ville. Il y vend ses premières combinaisons et développa ce concept dans l'intention de rendre le produit plus attractif et résistant, notamment au froid... pour prolonger les sessions surf dans les eaux de Californie que les sportifs jugeaient impraticables en hiver.
Dans les années 70 et surtout dans les années 80 et 90, l'entreprise est fortement concurrencée au point de passer au second plan derrière ses compatriotes et concurrents américains (Town & Country Surf Designs (T&C), Gotcha), et surtout australiens (Quiksilver, Rip Curl, Billabong).
En 2007, la marque fut vendue à l'entreprise néerlandaise Logo International B.V.

## Teams
- Liste des teams O'Neill

## Anecdotes
- O'Neill est l'un des premiers à avoir confectionné la combinaison de surf néoprène telle qu'on la connaît aujourd'hui.
- O'Neill TV est la première chaîne du groupe